# Московская возвышенность
Моско́вская возвы́шенность — восточная часть Смоленско-Московской возвышенности, расположенная в пределах Московской (Клинско-Дмитровская гряда) и Владимирской (Юрьево Ополье) областей России.
Протянулась от верховьев рек Москвы и Вори до истоков реки Колокши.
Наибольшая высота — 310 м (в районе деревни Шапкино Можайского района Московской области). Эта высота известна как Замри-гора.
Рельеф — эрозионно-моренный. Возвышенность покрыта смешанными лесами (основные древесные породы — ель, берёза и осина).